# Нижнее Аврюзово
Нижнее Аврюзово (баш. Түбәнге Әүрез) — село в Альшеевском районе Республики Башкортостан России. Административный центр Нижнеаврюзовского сельсовета.

## Географическое положение
Расстояние до:
- районного центра (Раевский): 25 км,
- ближайшей железнодорожной станции (Раевка): 14 км.

## История
По сведениям переписи 1897 года, в деревне Нижний Авзрюз Белебеевского уезда Уфимской губернии проживало 1340 человек (655 мужчин и 685 женщин), из них 1337 мусульман.

## Население
| 2002 | 2009 | 2010 |
| ---- | ---- | ---- |
| 727  | ↗751 | ↘683 |

### Национальный состав
Согласно переписи 2002 года, преобладающая национальность — татары (92 %).

## Известные уроженцы
- Ихсанов, Рафик Рашитович (р. 1965) — советский и российский военный деятель, полковник, Герой Российской Федерации.
- Шарипов, Ильгиз Кадырович (р. 1960) — российский политический деятель.